# Mawbyit
Mawbyit ist ein sehr selten vorkommendes Mineral aus der Mineralklasse der „Phosphate, Arsenate und Vanadate“. Er kristallisiert im monoklinen Kristallsystem mit der chemischen Zusammensetzung Pb(Fe1,5,Zn0,5)(AsO4)2(OH)1,5(H2O)0,5 und ist damit chemisch gesehen ein wasserhaltiges Blei-Eisen-Zink-Arsenat mit einem variablen Anteil an zusätzlichen Hydroxidionen. Das zinkfreie Endglied PbFe2(AsO4)2(OH)2 ist kristallwasserfrei und enthält zwei Hydroxidionen.
Mawbyit entwickelt an seiner Typlokalität drusige, blass orangebraune bis rötlichbraune krustenartige Aggregate auf Klüften im „Garnet Sandstone“, einem fast ausschließlich aus Spessartin und Quarz bestehenden metamorphen Gestein, und kleidet Lösungshohlräume im massiven Quarz aus. In vielen Fällen bestehen die Krusten aus „hundezahnartigen“ Kristallen von maximal 0,15 mm Größe. Die Typlokalität des Minerals ist der Tagebau „Kintore Opencut“ bei Broken Hill im gleichnamigen Distrikt, Yancowinna Co., New South Wales, Australien.

## Etymologie und Geschichte
Mitte der 1980er Jahre wurde in einer geringmächtigen, wenige Kubikmeter großen Zone am Südende des Kintore-Tagebaus in Broken Hill, Australien, ein arsenreiches Reaktionshalo innerhalb der Hauptscherzone „Main Shear“ angefahren, welches ein Mineral enthielt, das sich schnell als neuer Vertreter der Tsumcoritgruppe erwies. Nach umfangreichen Bearbeitungen durch Mineralogen in Museen in Adelaide und Melbourne wurde die neue Phase der International Mineralogical Association (IMA) vorgelegt, die sie im Jahre 1988 als neues Mineral anerkannte. Im Jahre 1989 wurde das Mineral von einem internationalen Wissenschaftlerteam um den australischen Mineralogen Allan Pring sowie Elizabeth Maud McBriar und William D. Birch im US-amerikanischen Wissenschaftsmagazin „The American Mineralogist“ als Mawbyit beschrieben. Die Autoren benannten das Mineral nach dem in Broken Hill geborenen Bergbauunternehmer Sir Maurice Alan Edgar Mawby CBE (1904–1977) in Würdigung seiner herausragenden Beiträge zur Bergbauindustrie in Australien sowie seines Wissens über die Minerale von Broken Hill und seiner Bemühungen um ihren Erhalt.
Bereits in den 1970er und 1980er Jahren wurden in der „Tsumeb Mine“ Stufen mit so genanntem „roten Tsumcorit“ gefunden, von denen zwar angenommen wurde, dass es sich um das Mineral Mawbyit handelte, was damals aber analytisch nicht unterlegbar war. Der erste Nachweis von Mawbyit für Tsumeb stammt aus dem Jahre 2000 (Professor Terry Seward in einer privaten Mitteilung an Rob Lavinsky vom 23. Dezember 2004).
Das Typmaterial für Mawbyit wird unter den Katalognummern M39178 (Cotyp) sowie G16066 (Cotyp) in den Sammlungen des Melbourne Museum (ehemals Museum Victoria) in Melbourne bzw. des South Australian Museum in Adelaide, South Australia, beide in Australien, aufbewahrt.

## Klassifikation
Die aktuelle Klassifikation der International Mineralogical Association (IMA) zählt den Mawbyit zur Tsumcoritgruppe mit der allgemeinen Formel Me(1)Me(2)2(XO4)2(OH,H2O)2, in der Me(1), Me(2) und X unterschiedliche Positionen in der Struktur der Minerale der Tsumcoritgruppe mit Me(1) = Pb2+, Ca2+, Na+, K+ und Bi3+; Me(2) = Fe3+, Mn3+, Cu2+, Zn2+, Co2+, Ni2+, Mg2+ und Al3+ und X = As5+, P5+, V5+ und S6+ repräsentieren. Zur Tsumcoritgruppe gehören neben Mawbyit noch Cabalzarit, Cobaltlotharmeyerit, Cobalttsumcorit, Ferrilotharmeyerit, Gartrellit, Helmutwinklerit, Kaliochalcit, Krettnichit, Lotharmeyerit, Lukrahnit, Manganlotharmeyerit, Mounanait, Natrochalcit, Nickellotharmeyerit, Nickelschneebergit, Nickeltsumcorit, Phosphogartrellit, Rappoldit, Schneebergit, Thometzekit, Tsumcorit, Yancowinnait und Zinkgartrellit.
Da der Mawbyit erst 1988 als eigenständiges Mineral anerkannt wurde, ist er in der seit 1977 veralteten 8. Auflage der Mineralsystematik nach Strunz nicht verzeichnet. Einzig im zuletzt 2018 überarbeiteten und aktualisierten Lapis-Mineralienverzeichnis nach Stefan Weiß, das sich aus Rücksicht auf private Sammler und institutionelle Sammlungen noch nach dieser klassischen Systematik von Karl Hugo Strunz richtet, erhielt das Mineral die System- und Mineral-Nr. VII/C.31-60. In der „Lapis-Systematik“ entspricht dies der Klasse der „Phosphate, Arsenate und Vanadate“ und dort der Abteilung „Wasserhaltige Phosphate, ohne fremde Anionen“, wo Mawbyit zusammen mit Cabalzarit, Cobaltlotharmeyerit, Cobalttsumcorit, Ferrilotharmeyerit, Gartrellit, Helmutwinklerit, Krettnichit, Lotharmeyerit, Lukrahnit, Manganlotharmeyerit, Mounanait, Nickellotharmeyerit, Nickelschneebergit, Nickeltsumcorit, Phosphogartrellit, Rappoldit, Schneebergit, Thometzekit, Tsumcorit, Yancowinnait und Zinkgartrellit die „Tsumcorit/Gartrellit-Gruppe“ bildet.
Die seit 2001 gültige und von der International Mineralogical Association (IMA) bis 2009 aktualisierte 9. Auflage der Strunz’schen Mineralsystematik ordnet den Mawbyit ebenfalls in die Abteilung der „Phosphate usw. ohne zusätzliche Anionen; mit H2O“ ein. Diese ist allerdings weiter unterteilt nach der relativen Größe der beteiligten Kationen und dem Stoffmengenverhältnis von Phosphat-, Arsenat- bzw. Vanadat-Komplex (RO4) zum Kristallwassergehalt, so dass das Mineral entsprechend seiner Zusammensetzung in der Unterabteilung „Mit großen und mittelgroßen Kationen; RO4 : H2O = 1 : 1“ zu finden ist, wo es zusammen mit Cabalzarit, Cobaltlotharmeyerit, Cobalttsumcorit, Ferrilotharmeyerit, Krettnichit, Lotharmeyerit, Manganlotharmeyerit, Mounanait, Nickellotharmeyerit, Nickelschneebergit, Schneebergit, Thometzekit und Tsumcorit die „Tsumcoritgruppe“ mit der System-Nr. 8.CG.15 bildet.
Auch die vorwiegend im englischen Sprachraum gebräuchliche Systematik der Minerale nach Dana ordnet den Mawbyit in die Klasse der „Phosphate, Arsenate und Vanadate“ und dort in die Abteilung der „Wasserhaltige Phosphate etc.“ ein. Hier ist er zusammen mit Cobalttsumcorit, Helmutwinklerit, Nickelschneebergit, Rappoldit, Schneebergit, Thometzekit und Tsumcorit in der „Helmutwinklerit-Untergruppe“ mit der System-Nr. 40.02.09 innerhalb der Unterabteilung „Wasserhaltige Phosphate etc., mit A2+(B2+)2(XO4) × x(H2O)“ zu finden.

## Chemismus
Eine Mikrosondenanalyse an einem kupferfreien Mawbyit-Kristall ergaben Werte von 37,91 % PbO; 23,66 % Fe2O3; 0,82 % ZnO; 0,02 % Al2O3;
34,90 % As2O5; 0,23 % P2O5 und 2,46 % H2O (berechnet). Auf der Basis von zehn Sauerstoffatomen errechnet sich aus ihnen die empirische Formel Pb1,11(Fe3+1,94Zn0,07)Σ=2,01[(As0,99P0,01)Σ=1,00O4]2(OH)1,79. Die empirische Formel aus den Mittelwerten aller in der Erstbeschreibung veröffentlichten Analysen lautet Pb1,03(Fe3+1,49Zn0,53Cu0,02Al0,02)Σ=2,06(As1,95P0,01)Σ=1,96H2O10, die zu Pb(Fe1,5,Zn0,5)(AsO4)2(OH)1,5(H2O)0,5 vereinfacht werden kann.
Die Idealformel für das zinkfreie Endglied ist PbFe2(AsO4)2(OH)2, welche Gehalte von 35,38 % PbO; 25,33 % Fe2O3; 36,44 % As2O5 und 2,85 % H2O fordert.
Die chemische Variabilität findet beim Mawbyit vorrangig auf der Me(2)-Position unter Einbeziehung von Fe3+, Zn2+, Cu2+ und Al3+ statt. Dadurch ist in den Kristallen eine Mischkristallbildung auf der Me(2)-Position unter Einbeziehung der genannten zwei- und dreiwertigen Elemente verbreitet. Die Mischkristallbildung auf der genannten Position wird durch eine gekoppelten Substitution gemäß M3+ + OH−  ↔ M2+ + H2O begleitet. Im Mawbyit handelt es sich dabei hauptsächlich um Fe3+ + OH−  ↔ Zn2+ + H2O, was zeigt, dass das Zn-frei Endglied kristallwasserfrei ist und nur Hydroxidionen enthält.
Mawbyit stellt das Fe3+-dominante Analogon zum Zn-dominierten Tsumcorit dar.

## Kristallstruktur

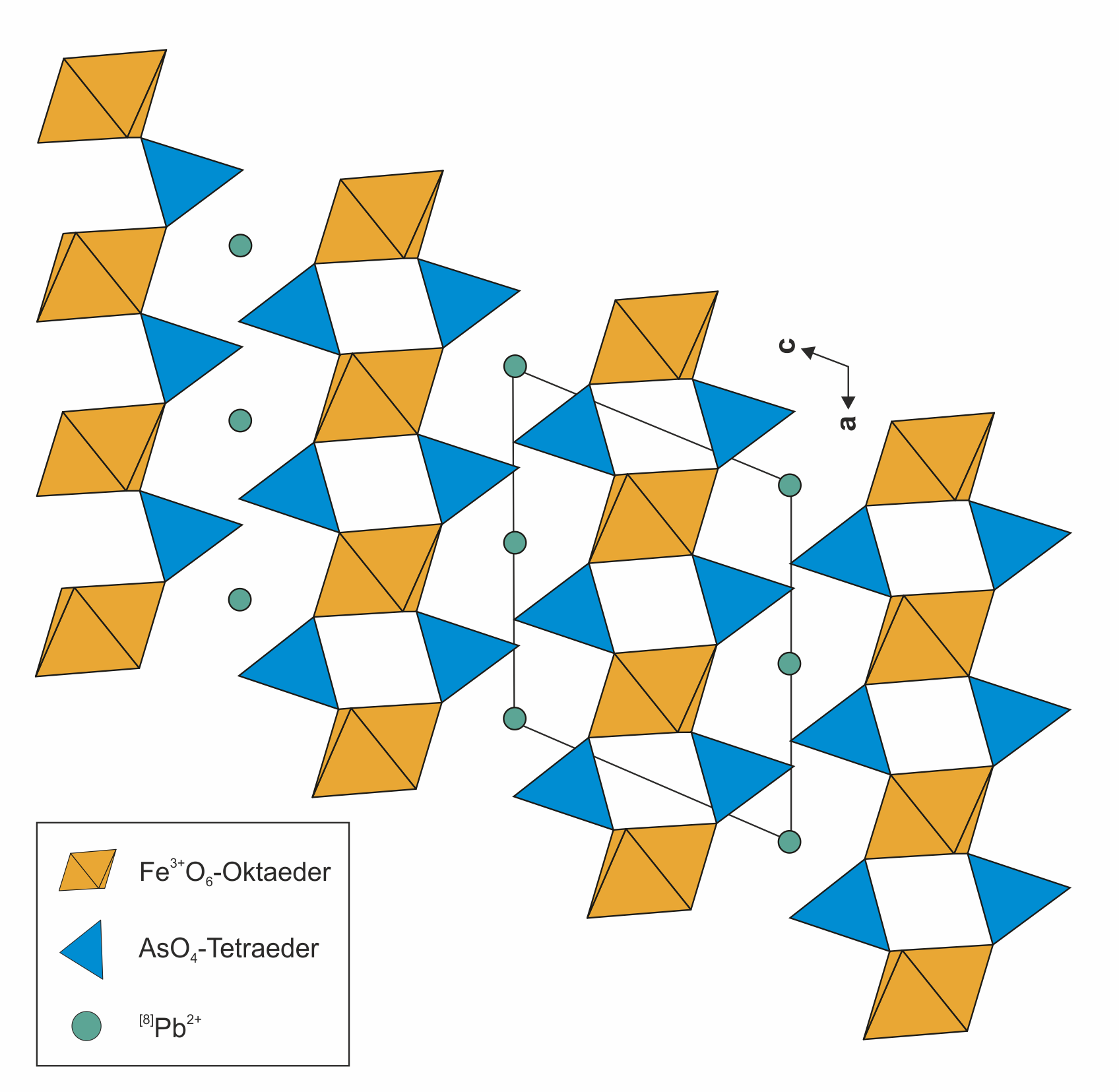
Kristallstruktur von Mawbyit. Projektion in Richtung [010].

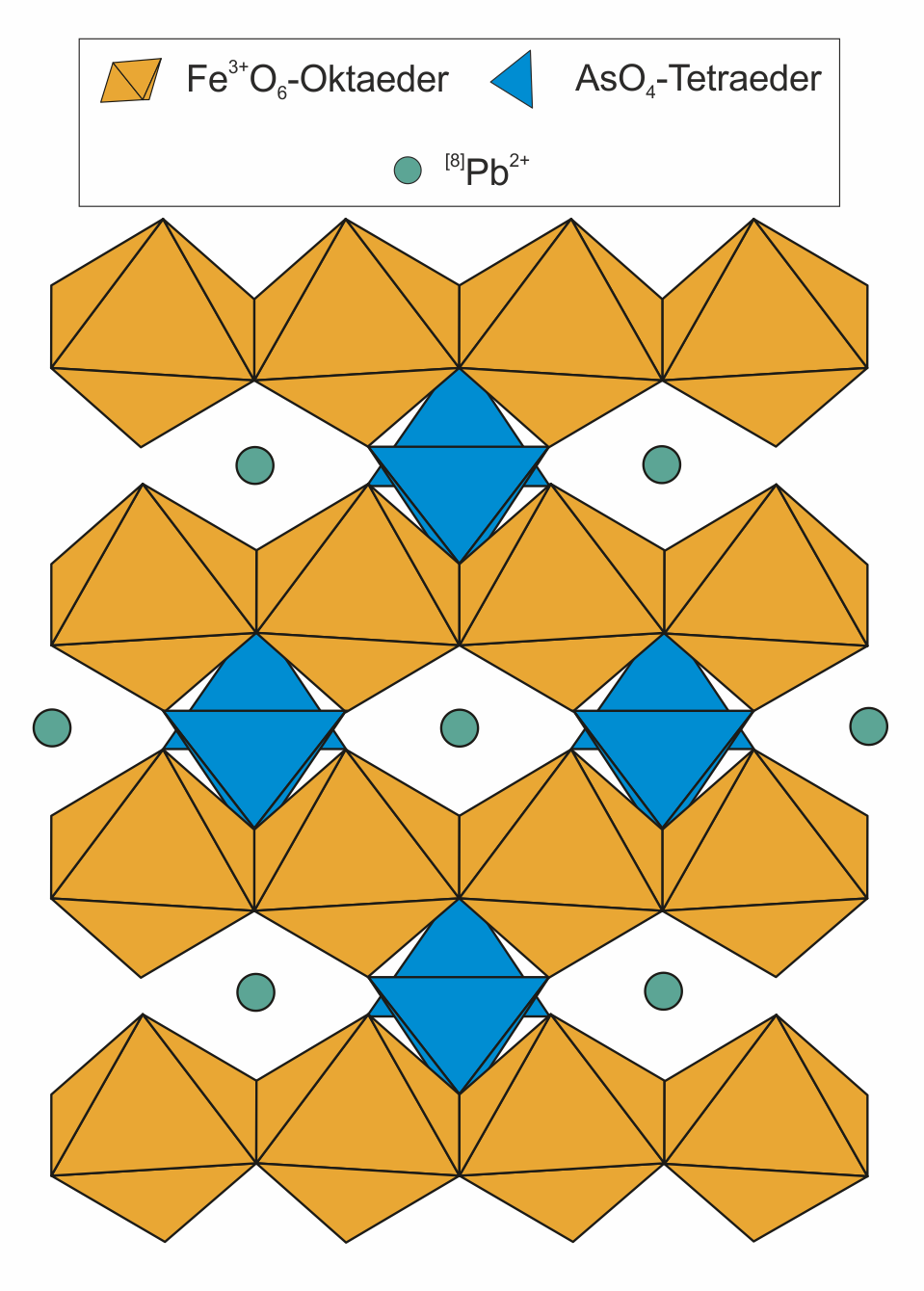
Kristallstruktur von Mawbyit. Projektion in Richtung [001].

Mawbyit kristallisiert im monoklinen Kristallsystem in der Raumgruppe C2/m (Raumgruppen-Nr. 12) mit den Gitterparametern a = 9,066 Å; b = 6,286 Å; c = 7,564 Å und β = 114,857 sowie zwei Formeleinheiten pro Elementarzelle.
Die Kristallstruktur des Mawbyits ist identisch mit der Struktur der anderen Vertreter der Tsumcoritgruppe. Sie besteht aus unendlichen Ketten von Fe(O,OH)6-Oktaedern mit gemeinsamen Kanten parallel der b-Achse [010], die über (AsO4)-Tetraeder miteinander verknüpft sind und auf diese Weise eine Schicht parallel der durch die a-b-Achsen aufgespannte Fläche mit der Zusammensetzung [Fe(O,OH)6AsO4)] bilden. Innerhalb der Ketten besitzen die FeO6-Oktaeder gemeinsame Kanten längs der Spiegelebene bei y = 0 und 0,5. Die nebenstehende Kristallstrukturzeichnung, eine Projektion in Richtung der b-Achse [010], zeigt die Verbindung zwischen den parallelen Oktaeder-Ketten. Zwei Ecken der AsO4-Tetraeder teilen sich O-Atome mit den FeO6-Oktaedern und eine weitere Ecke teilt sich ein Sauerstoff-Atom mit einem FeO6-Oktaeder in der nächsten Kette. Das verbleibende O(4)-Atom an der vierten Ecke des AsO4-Tetraeders ist lediglich mit Pb und As verbunden. Pb2+ ist im Mawbyit mit acht Sauerstoff-Atomen koordiniert, die entlang der Ecken eines verzerrten quadratischen Antiprismas mit einer durchschnittlichen Pb-O-Bindungslänge von 2,70 Å arrangiert sind. Die Pb-Koordinierung ist im Mawbyit symmetrischer als in den meisten anderen Blei-Oxisalzen.
Mawbyit ist isotyp (isostrukturell) zu den monoklinen Vertretern der Tsumcoritgruppe wie Tsumcorit und Natrochalcit. Er ist ferner der monokline Dimorph zum orthorhombischen Karminit.

## Eigenschaften

### Morphologie
Mawbyit findet sich an seiner Typlokalität in verschiedenen Kristallhabitus-Varianten. Er entwickelt häufig „hundezahnartige“ Kristalle von maximal 0,15 mm Größe. Trachtbestimmend sind die Flächenformen {101}, {110}, das Basispinakoid {001} ist nur untergeordnet entwickelt. Mawbyit bildet auch Überzüge und verstreute Aggregate aus nach [001] gestreckten, prismatischen Kristallen bis zu 0,2 mm Länge, halbkugelige, zylindrische und garbenförmige Aggregate mit plattigem, schwammigen Aussehen sowie dünne kompakte Krusten. Tafelige Kristalle bilden V-förmige Zwillinge mit (100) als Zwillingsebene.
In Niederschlag bei Bärenstein im sächsischen Erzgebirge bildet Mawbyit winzige Tafeln, die rasenartig zusammentreten oder zu rosettenförmigen Aggregaten bis 0,5 mm Durchmesser verwachsen sind.

### Physikalische und chemische Eigenschaften
Die Kristalle des Mawbyits sind in Abhängigkeit von ihrem Fe-Gehalt blassbraun, orangebraun oder rötlichbraun. Das reine Fe-Endglied ist hell rötlichbraun, während die Kristalle mit dem höchsten Zn-Gehalt (Fe:Zn ≈ 1:1) orangebraun gefärbt sind. Ihre Strichfarbe ist hingegen immer orangegelb. Die Oberflächen der durchscheinenden bis durchsichtigen Kristalle weisen einen diamantartigen Glanz auf, was gut mit den Werten für die Lichtbrechung übereinstimmt. An den Kristallen des Mawbyits wurden hohe bis sehr hohe Werte für die Lichtbrechung (nα = 1,940; nβ = 2,000; nγ = 2,040) und für die Doppelbrechung (δ = 0,100) festgestellt. Unter dem Mikroskop zeigt das Mineral im durchfallenden Licht einen schwachen Pleochroismus von braun nach rötlichbraun.
Mawbyit besitzt eine gute Spaltbarkeit parallel {001}. Er bricht ähnlich wie Quarz, wobei die Bruchflächen muschelig ausgebildet sind. Mit einer Mohshärte von 4 gehört das Mineral zu den mittelharten Mineralen und lässt sich wie das Referenzmineral Fluorit leicht mit dem Taschenmesser ritzen. Die berechnete Dichte für Mawbyit beträgt 5,365 g/cm3. Das Mineral zeigt weder im lang- noch im kurzwelligen UV-Licht eine Fluoreszenz.
Mawbyit ist nur schwer in Salzsäure, HCl, und Schwefelsäure, H2SO4, löslich.

## Bildung und Fundorte

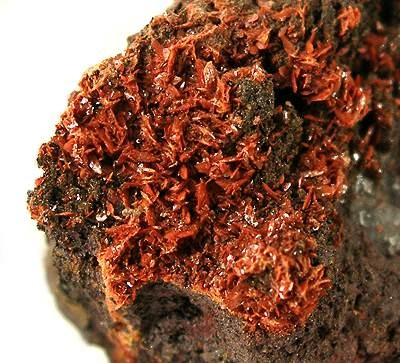
Rote Mawbyit-Kristalle auf dunkler Matrix aus der Tsumeb Mine (Größe: 1,9 × 1,5 × 0,9 cm)

Mawbyit ist ein typisches Sekundärmineral, welches sich wie die meisten Vertreter der Tsumcoritgruppe in der Oxidationszone von arsenreichen polymetallischen Buntmetall-Lagerstätten bildet. An seiner Typlokalität, einem metamorphosierten stratiformen Blei-Zink-Erzkörper, fand er sich in einem arsenreichen Reaktionshalo innerhalb der Hauptscherzone „Main Shear“ auf Klüften und in Hohlräumen eines Spessartin-Quarz-Gesteins. In der Lagerstätte Moldava, Tschechien, kam er in der Oxidationszone einer Ag–Pb–Cu–Bi-Mineralisation in Fluorit–Baryt–Quarz-Gängen vor, ganz ähnlich ist auch sein Vorkommen auf der „Grube Clara“.
Das auffälligste Paragenesemineral des Mawbyits in Broken Hill ist ein gelblichgrüner Vertreter der Corkit-Beudantit-Mischkristallreihe. Andere mit Mawbyit verwachsene oder in dessen unmittelbarer Umgebung auftretende Begleitminerale sind Adamin-Olivenit, Duftit, Mimetesit, Bayldonit, Hidalgoit, Pharmakosiderit und ein damals unbekanntes Cu-Fe-Pb-Arsenat (Gartrellit?). Manganoxide oder Goethit bilden in Broken Hill die Matrix für Mawbyit. In Moldava wird Mawbyit von Mimetesit, Philipsbornit und Thometzekit begleitet. In Tsumeb in krustenbildenden Aggregaten aus roten Mawbyit-Kristallen < 1 mm auf Tennantit-reichem Erz zusammen mit angeätztem, lohfarbenem Wulfenit. In der Tsumeb Mine bildete er sich aus blei- und zinkhaltigen Sulfiden wie Galenit und Sphalerit, wobei das Arsen aus der Zersetzung des Arsenfahlerzes Tennantit stammt. In der „Grube Clara“ zählen Beudantit-Segnitit, Quarz, Bayldonit und Stolzit zu den Begleitern.
Als sehr seltene Mineralbildung konnte Mawbyit bisher (Stand 2018) erst von ca. 20 Fundstellen beschrieben werden. Die Typlokalität des Mawbyits ist der große, für seine zahlreichen Sekundärminerale bekannte Tagebau des Kintore Opencut bei Broken Hill im gleichnamigen Distrikt, Yancowinna Co., New South Wales, Australien, in dem von den späten 1980er Jahren bis 1996 Pb-Zn-(Ag)-Erze gefördert worden sind. Weitere Fundstellen für Mawbyit in Australien sind die „Pinnacles Mine“ im District Broken Hill, Yancowinna Co., New South Wales, sowie der 11 km westsüdwestlich vom Gehöft Ashburton Downs liegende Kupferprospekt „Bali Lo“, Capricorn Range in Western Australia.
In Deutschland ist Mawbyit aus der Grube Clara im Rankach-Tal bei Oberwolfach, aus dem Pb-Cu-Bergbaudistrikt im Revier Freiamt, Emmendingen, aus der Cu(-Ag-Pb)-„Grube Silberbrünnle“, Haigerachtal, Gengenbach, sowie aus der Grube „St. Josefi“ im Schuttertal bei Reichenbach unweit Lahr, alle im Schwarzwald, Baden-Württemberg, bekannt. Ferner ist Mawbyit in der Grube „Straßburger Glück“ im Revier Niederschlag-Bärenstein, Niederschlag bei Bärenstein sowie im Haldenmaterial des „Pucherschacht“ im Grubenfeld „Wolfgang Maaßen“ und im Grubenfeld „Am Roten Berg“, beide in Schneeberg im Erzgebirge, Sachsen, geborgen worden.
In Griechenland wurde das Mineral im Schacht No. 132 (Christiana 132) der Grube „Christiana“ bei Agios Konstantinos (Kamariza) unweit Plaka (neugriechisch Ορυχείο Χριστιάνα, Αγ. Κωνσταντίνος (Καμάριζα)), Bergbaudistrikt Lavrion, Region Attika, gefunden. In Europa außerdem aus der „Mina do Alto das Quelhas do Gestoso“, Gestoso bei Manhouce unweit São Pedro do Sul, Distrikt Viseu, Portugal, der Grube „Bakara“ im Balkangebirge (Stara Planina), Oblast Wraza, Bulgarien, aus Moldava bei Dubí (Eichwald), Krušné Hory (Erzgebirge), Ústecký kraj, Tschechien, aus dem Gang „Le Mazet“ sowie der „Mine des Montmins“ („Filon Ste Barbe“), beide bei Échassières unweit Ébreuil am Allier, Region Auvergne-Rhône-Alpes, Frankreich, und der „Old Sandbed Mine“, Caldbeck Fells, Cumbria, England, Vereinigtes Königreich. Das Vorkommen von Mawbyit am Sperkerriegel bei Wiesmath in der Buckligen Welt, Niederösterreich, Österreich, ist fraglich. Vorkommen von Mawbyit in der Schweiz sind nicht bekannt.
Schließlich kennt man das Mineral noch aus der Tsumeb Mine, Tsumeb, Region Oshikoto, Namibia, und der „Black Pine Mine“ („Combination Mine“) in der Black Pine Ridge innerhalb der John Long Mts, Philipsburg District, Granite County, Montana, USA.

## Verwendung
Aufgrund seiner Seltenheit stellt Mawbyit für den Mineralsammler ein begehrtes Mineral dar.